# 森田安次
森田 安次（もりた やすじ、1912年10月14日 - 1959年8月11日）は、日本の書家。

## 経歴
- 1912年（大正元年） 静岡県榛原郡初倉村（現島田市）で生まれる。6人兄弟の2番目（四男）[1]。出生名、「河村 安次」。
- 1919年（大正8年）小学校1年の時、初初「オメデタウ」が一等となる。これをきっかけに手習いに興味を持ち始める。
- 1921年（大正10年）小学校3年の時より競書雑誌へ出品を始める。小学校5年からは、一般の部へも出品す。
- 1925年（大正14年）小学校6年の時より沖六鳳、高塚竹堂、安藤梅雪に師事。
- 1927年（昭和2年） 静岡県静岡師範学校に入学。かな書きがおもしろくなり、 平尾花笠に師事する。
- 1927年 和歌一首の天覧を賜る。
- 1932年（昭和7年） 静岡県静岡師範学校を卒業し、教師となる。
- 1934年（昭和9年） 結婚し、森田へと姓が変わる。静岡市に移る。
- 1940年（昭和15年） 中国へ渡航し、北京と天津で居留民や将兵などに書道を指導する。
- 1944年（昭和19年） 中国より帰国。
- 1945年（昭和20年） 手嶋右京、上田桑鳩に師事。現代文に興味を持つ。毎日書道展に出品を始める。
- 1949年（昭和24年） 毎日書道展で新傾向の書「風の又三郎」が特選となる。
- 1952年（昭和27年） 静岡県教育研究所募集の論文「書くことの変遷と今後の留意点」が1位に入選。
- 1953年（昭和28年） 独立書人団の会員となり、第1回独立展に「四季の雨」出品。
- 1954年（昭和29年） 第2回独立展に出品した六幅対の「水」が会員奨励賞となる。毎日書道展、独立展の審査員となる。
- 1957年（昭和32年） 「風の又三郎」がアメリカで展示される。外国に日本の書が知られるようになる。
- 1959年（昭和34年） 「現代詩書展」開催、詩人や書人たちとの共催。「近代短歌集」の中から好きな歌を選んで半紙大の作品にした。
- 1959年 「かな書道研究会」を発足。第3回開催前の研修に訪れた湯河原で、夕食中に狭心症となり、逝去。享年46。

## 作品
- 国歌（天覧作品）
- 花と星（土井晩翠）
- 風の又三郎（宮澤賢治）
- 四季の雨
- 天地の境
- 晴間（三木露風）
- ふるさと
- 落葉松（北原白秋）
- 茶摘み
- 新古今集
- 枕草子
- 絵本のような字本（宮沢賢治の「十一月三日」）

## 出版
- 安の日記（2012年・静岡新聞社） 森田が小学生から中学生にかけて過ごした大正14年に「小学生日記」に綴った日記